# Люверс
Лю́верс, также лю́ферс (от мн. ч. нидерл. leuvers ← ед. ч. leuver «петля снизу на парусе») — вид фурнитуры для изделий галантерейной, обувной, швейной и полиграфической промышленностей.

## Описание
Люверс предназначен для укрепления краёв отверстий, использующихся для продевания верёвок, шнуров, тесьмы, тросов. Похожим на люверс изделием является блочка (в полиграфии известна как «кольцо пикколо»).
Люверс состоит из металлической или пластиковой фасонной втулки и шайбы. При монтаже втулку люверса вставляют в отверстие с одной стороны, а с другой надевают на неё шайбу и закрепляют путём развальцовки втулки.
Блочка отличается от люверса отсутствием шайбы. Она крепится в отверстии только за счёт развальцовки самой втулки.
Исторически термин пришёл из парусного дела, где «люверсом» называют отверстие в парусе, обмётанное нитью или усиленное металлическим кольцом, которое служит для продевания в него частей стоячего или бегучего такелажа.
Люверсы применяют при изготовлении ремней из ткани и (реже) кожи, в построении парашютных систем, при производстве различных видов тентов (для туризма, отдыха и коммерции, на грузовые автомобили), в обувном производстве, рекламном деле для крепления баннеров и перетяжек через улицы, делопроизводстве (брошюровка и пломбирование бумаг).